# Dryopsophus wilcoxi
Espèce
Synonymes
- Litoria wilcoxii Günther, 1864
- Hyla vinosa Lamb, 1911
- Hyla kinghorni Loveridge, 1950

Statut de conservation UICN

 LC  : Préoccupation mineure
Dryopsophus wilcoxi est une espèce d'amphibiens de la famille des Pelodryadidae.

## Répartition

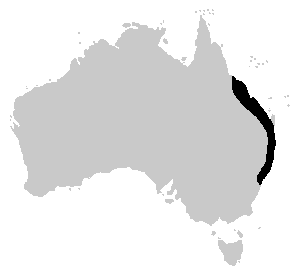
Distribution

Cette espèce est endémique d'Australie. Elle se rencontre le long de la côte Est, du bassin de la rivière Hawkesbury-Nepean dans l'État de Nouvelle-Galles du Sud jusqu'au Nord de l'État du Queensland,.

## Description

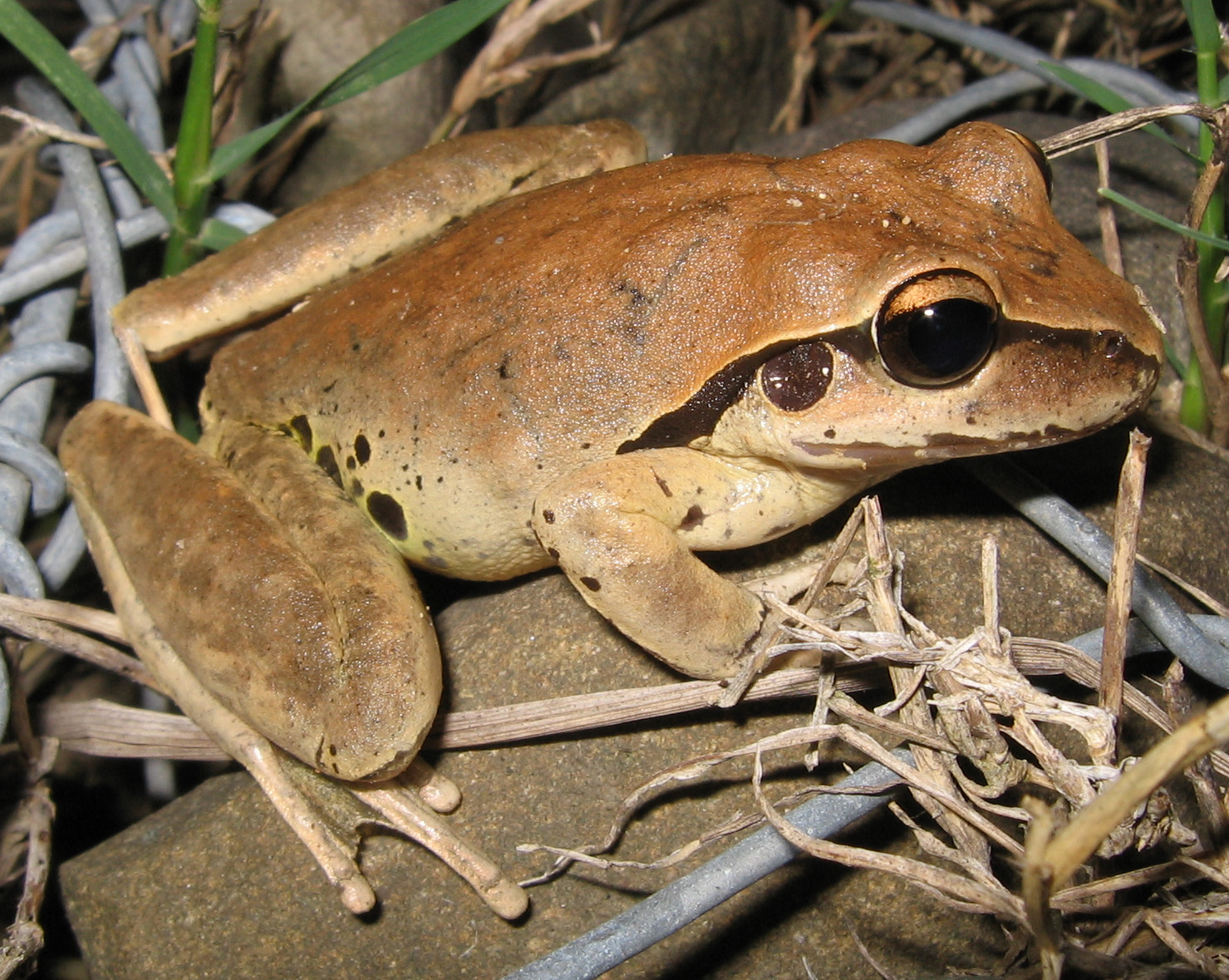
Dryopsophus wilcoxi

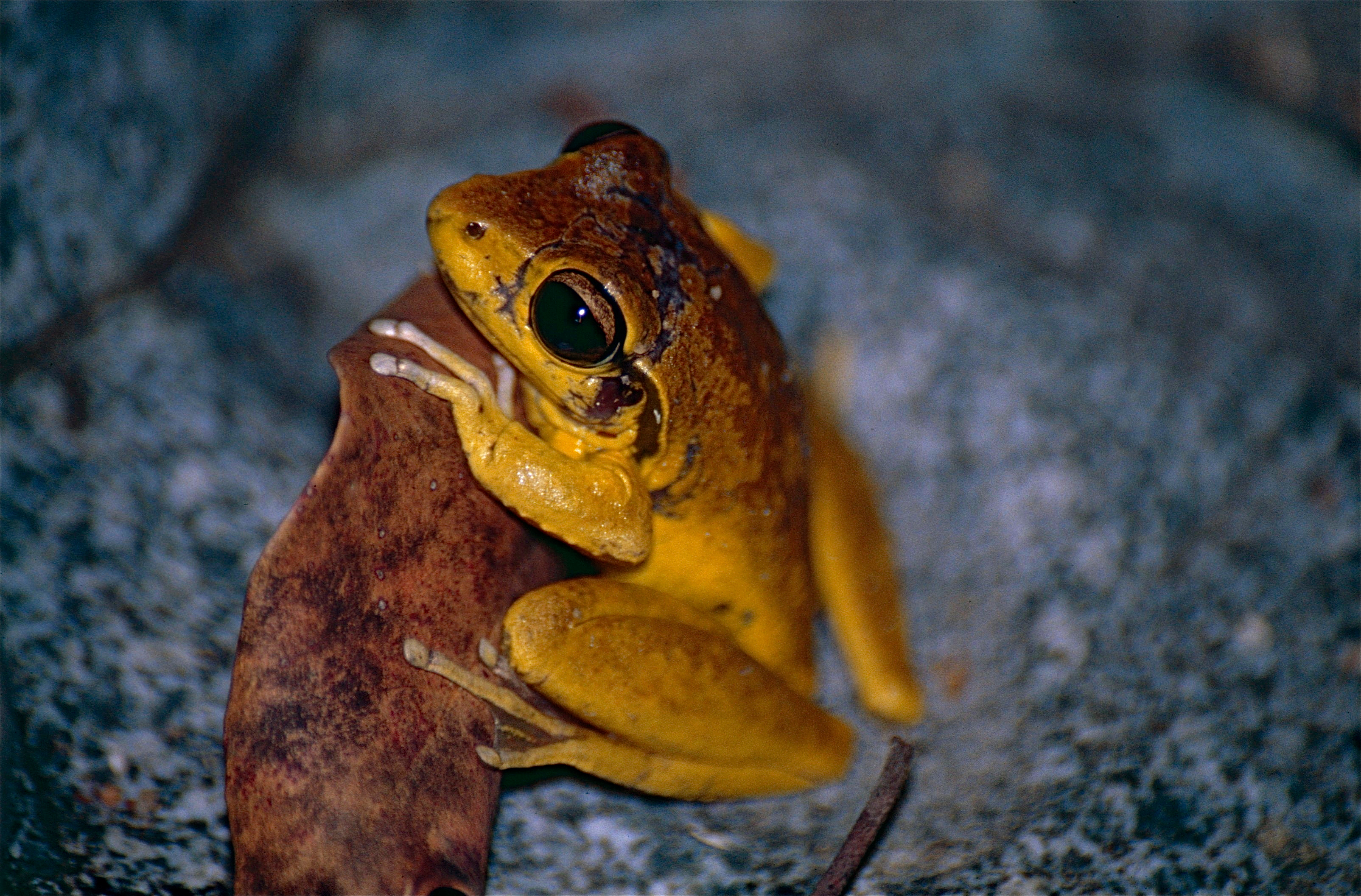
Dryopsophus wilcoxi

Les mâles mesurent de 35 à 48 mm et les femelles de 39 à 69 mm.

## Étymologie
Cette espèce est nommée en l'honneur de James Fowler Wilcox (1823-1881).

## Publication originale
- Günther, 1864 : Third contribution to our knowledge of batrachians from Australia. Proceedings of the Zoological Society of London, vol. 1864, p. 46–49 (texte intégral).